# Doktryny w polityce społecznej
Doktryny w polityce społecznej - to zbiór teoretyczno - normatywny, zawierający koncepcje kształtowania stosunków społecznych na podstawie określonych układów wartości. Doktryny służą do oceny zjawisk społecznych, budowy różnych programów społecznych jak również kształtowania samej polityki społecznej. Ze względu na różnice układów wartości, znaczenie w praktyce życia społeczno- gospodarczego, wpływ na strukturę i formę realizacji polityki społecznej, można wyróżnić trzy rodzaje doktryn: liberalną, instytucjonalną i kolektywistyczną.
- Doktryna liberalna cechuje się tendencją do ograniczania roli państwa w dystrybucji dochodu narodowego oraz podkreślania roli jednostki w państwie. Najważniejsze wartości to indywidualizm i własność prywatna. Świadczenia społeczne są traktowane jako element dystrybucji, mający na celu zapewnienie spokoju w społeczeństwie. Popularne stają się wszelkie formy filantropii, narasta skłonność do dobrowolnego dzielenia się majątkiem z innymi. Dominuje niechęć do subwencjonowania usług społecznych, zaś postuluje się konieczność wprowadzenia ulg podatkowych.

- Doktryna instytucjonalna – cechą charakterystyczną jest dążenie do uzyskania w społeczeństwie w jak największym stopniu sprawiedliwości poziomej, a więc wyrównywania szans obywateli, równością dostępu. W głównej mierze sprzyjają temu instytucje społeczne i rozbudowany system świadczeń społecznych. Dąży się, głównie poprzez system podatkowy,  do wyrównania poziomu życia społeczeństwa przy jednoczesnym zmniejszaniu dysproporcji społecznych. Doktryna ta została odzwierciedlona w idei społecznej gospodarki rynkowej, gdzie państwo odgrywa ważną rolę regulacyjną, tj. czuwa nad funkcjonowaniem konkurencji, korygowaniem efektów zewnętrznych, dostępem do dóbr publicznych.

- Doktryna kolektywistyczna – kwestią zasadniczą jest sprawiedliwość społeczna. Przyjmuje się, że człowiek jest istotą społeczną i każdemu należy stworzyć podobne warunki rozwoju. Odpowiadają za to w głównej mierze sami obywatele. Państwo występuje jako instytucja oceniająca możliwości i planująca zaspokajanie potrzeb, głównie dzięki realizacji równości szans, sytuacji. Rozbudowane świadczenia socjalne zastępują demokrację i poczucie pełnej podmiotowości człowieka. Doktryna ta, znajdująca swoje odbicie w ideologii marksistowskiej, straciła w ostatnich czasach na znaczeniu.